# Szarganiec
Szarganiec – osiedle położone w zachodniej części Pobiedzisk, znajduje się po północnej stronie linii kolejowej Poznań - Toruń. Północną granicę osiedla i miasta stanowi rzeka Główna.